# Anna Murray-Douglass

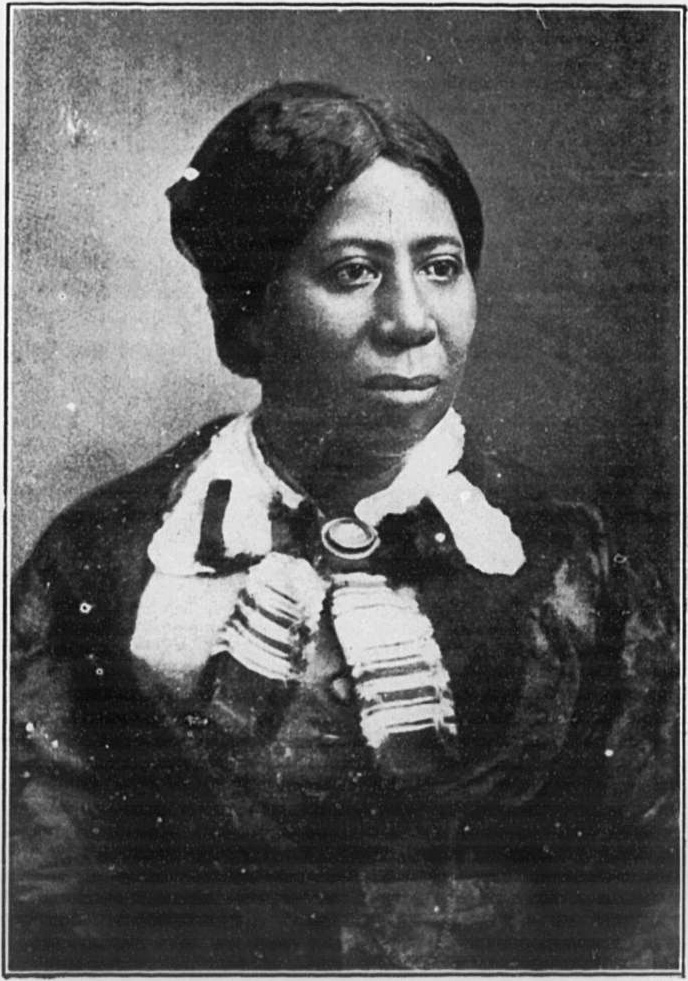
Anna Murray-Douglass, etwa 1860

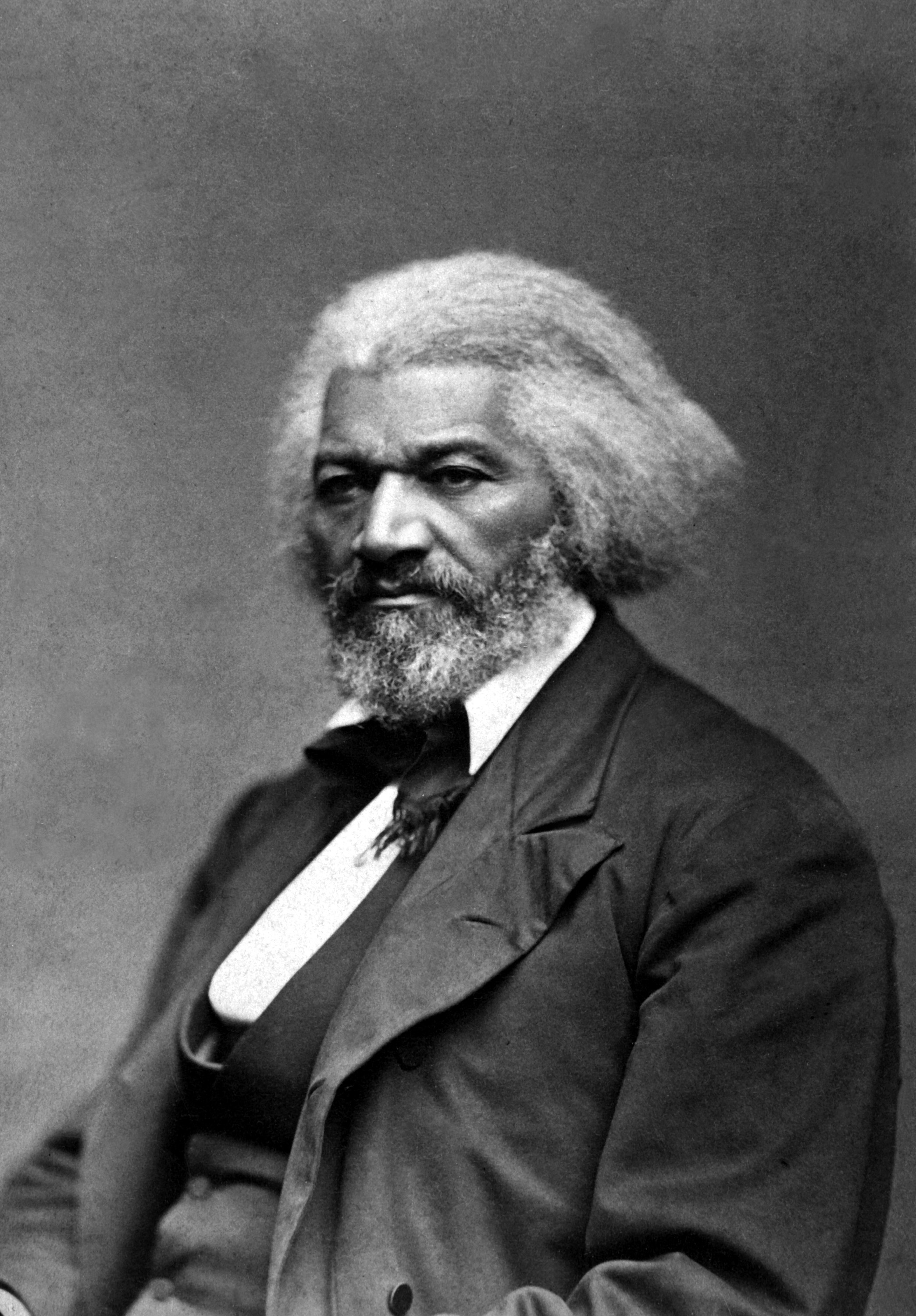
Frederick Douglass, etwa 1879

Anna Murray-Douglass (* 1813 in Denton, Maryland; † 4. August 1882 in Washington, D.C.) war eine US-amerikanische Abolitionistin und Mitglied des Netzwerks Underground Railroad.

## Leben

### Frühe Jahre
Anna Murray wurde 1813 in Denton, Maryland, geboren. Ihre Eltern waren Bambarra und Mary Murray. Anders als lange angenommen, wurde Anna nicht als erste unter ihren Geschwistern frei geboren. Später entdeckte Originaldokumente beweisen, dass ihre älteren Geschwister Philip und Elizabeth auch frei geboren wurden. Aus diesem Grund ist davon auszugehen, dass ihre Mutter in den 1800er-Jahren aus der Sklaverei entlassen wurde. Aufzeichnungen von Caroline County, Maryland, die sich derzeit im Staatsarchiv befinden, kann entnommen werden, dass Anna und ihre Geschwister Charlotte, Elizabeth und Philip am 29. Mai 1832 vom Bezirksgericht „Certificates of Freedom“ ausgestellt bekommen haben. Damit galten sie offiziell als freie Menschen und durften frei durch Maryland reisen, ohne erneut versklavt werden zu können. Anna zog mit ihren Geschwistern nach Baltimore, Maryland, und konnte sich dort als Waschfrau und Haushälterin angestellt finanziell absichern. Sie lernte am Hafen den Sklaven Frederick Bailey kennen, der dort als Kalfater tätig war, und konnte ihm zur Flucht verhelfen.

### Familie und abolitionistische Aktivitäten
Annas Freiheit verstärkte in Frederick wieder den Wunsch, selbst der Sklaverei zu entkommen. So ermutigte Anna ihn dazu und stellte ihm eine Seemannsuniform zur Verfügung, die sie in ihrer Wäsche fand. Durch den Verkauf eines ihrer Federbetten konnte sie ihm einen Teil ihrer Ersparnisse mit auf den Fluchtweg geben. So kam Frederick über Philadelphia, Pennsylvania, nach New York, wohin Anna ihm folgte, um zusammen einen eigenen Haushalt zu gründen. Um als Flüchtling seine Identität zu verschleiern, änderte er seinen Nachnamen zunächst in Stanley und dann in Johnson. Am 15. September 1838 heirateten sie und nahmen zunächst den gemeinsamen Familiennamen Johnson an, den sie später wiederum in Douglass änderten, als sie nach New Bedford, Massachusetts, zogen.
Innerhalb der ersten zehn Jahre bekamen sie fünf Kinder: Rosetta, Lewis Henry, Frederick Jr., Charles Remond und Annie, die im Alter von 10 Jahren verstarb. Um die Familie finanziell unterstützen zu können, arbeitete Anna als Waschfrau und erlernte die Herstellung von Schuhen, denn das Einkommen Fredericks war zu unregelmäßig. Zudem nahm Anna eine aktive Rolle in der Boston Female Anti-Slavery Society ein und setzte durch, dass Frederick den Söhnen eine Ausbildung als Schriftsetzer für seine abolitionistische Zeitung The North Star zukommen ließ. Nachdem die Familie nach Rochester, New York, umgezogen war, gründete Anna in ihrem Haus den Hauptsitz des Netzwerks Underground Railroad und stellte Nahrungsmittel und saubere Wäsche für in Richtung Kanada flüchtige Sklaven zur Verfügung.
Anna fand in drei Autobiographien Fredericks kaum Erwähnung. In der New York Times schrieb Henry Louis Gates, Jr., 1995, dass „Douglass seine Lebensgeschichte zu einem politischen Diorama gemacht hat, in dem Anna keine Rolle spielte“. Fredericks lang andauernde Abwesenheiten von daheim und Annas Gefühl, als relativ ungebildete Frau nicht in die sozialen Kreise zu passen, in denen Frederick verkehrte, führten zu einer gewissen Entfremdung der beiden. Durch Freundschaften und berufliche Beziehungen zu anderen Frauen wurde Frederick Anna untreu. Sie unterstützte aber dennoch bedingungslos Fredericks öffentliche Rolle und liebte ihn weiterhin. Ihre Tochter Rosetta Douglass Sprague erinnerte 1998 in Foners Lift Every Voice: African American Oratory an ihren Vater und seine „Geschichte, die durch die unerschütterliche Loyalität von Anna Murray ermöglicht wurde“.

### Lebensabend
Nach dem Tod ihrer jüngsten Tochter Annie im Alter von 10 Jahren war Anna oft bei schlechter Gesundheit. Im August 1874 besuchte sie Familie Gibson Valentine im äußersten Nordosten Marylands. Als sie nach wenigen Tagen zum Bahnhof Elkton zurückkehrte, konnte sie sich einer großen Beliebtheit bei der Bevölkerung erfreuen. Laut Cecil Whig, der lokalen Zeitung für das Cecil County, Maryland, wurde sie regelrecht gefeiert.
Am 4. August 1882 erlag Anna in Washington, D.C. einem Schlaganfall. Ursprünglich wurde sie dort auf dem Graceland Cemetery beigesetzt. Nach seiner Schließung 1894 wurde sie am 22. Februar 1895 auf den Mount Hope Cemetery in Rochester, New York, verlegt. Frederick wurde nach seinem Tod am 20. Februar 1895 neben ihr bestattet.